# Argas miniatus
Argas miniatus Koch, 1844, conhecido pelos nomes comuns de carrapato-de-galinha, percevejo-de-galinha ou carrapato-de-galinheiro, é uma espécie de carrapato da família dos argasídeos, de corpo ovalado com 4 a 7 mm de comprimento. Noctívago e hematófago, sai de seu esconderijo à noite e fixa-se nas aves apenas o tempo necessário para sugar o sangue.